# 스캐너스 2
《스캐너스 2》(Scanners II: The New Order)는 캐나다에서 제작된 크리스찬 두가이 감독의 1991년 공포 영화이다. 이자벨 메지아스 등이 주연으로 출연하였고 르네 말로 등이 제작에 참여하였다.

## 출연

### 주연
- 이자벨 메지아스
- 톰 버틀러
- 라울 트루질로
- 비아스타 브라나
- 도로시 베르망

## 기타
- 원조: 데이비드 크로넨버그
- 공동제작: 프랑코 바티스타
- 특수효과: 마이크 스미스슨
- 배역: 앤 테이트
- 배역: 로지나 부치